# Покупско
Покупско је насељено место и средиште општине у Туропољу, Загребачка жупанија, Хрватска. До нове територијалне организације подручје општине налазило се у саставу бивше велике општине Велика Горица.

## Становништво
На попису становништва 2011. године, општина Покупско је имала 2.224 становника, од чега у самом Покупском 235.

## Попис1991.
На попису становништва 1991. године, насељено место Покупско је имало 289 становника, следећег националног састава:
| Попис 1991.‍ | Попис 1991.‍ | Попис 1991.‍ | Попис 1991.‍ | Попис 1991.‍ |
| ----------- | ----------- | ----------- | ----------- | ----------- |
|             |             |             |             |             |
| Хрвати      | Хрвати      |             | 267         | 92,38%      |
| Југословени | Југословени |             | 8           | 2,76%       |
| Срби        | Срби        |             | 6           | 2,07%       |
| остали      | остали      |             | 1           | 0,34%       |
| непознато   | непознато   |             | 7           | 2,42%       |
| укупно: 289 |             |             |             |             |